# Danilo Astori
Danilo Ángel Astori Saragosa (Montevideo, 23 de abril de 1940-Montevideo, 10 de noviembre de 2023) fue un contador público, economista, profesor universitario, escritor y político uruguayo. Fue Vicepresidente de la República Oriental del Uruguay entre 2010 y 2015.  Fue líder del sector Asamblea Uruguay, perteneciente al Frente Amplio. Fue dos veces Ministro de Economía de Uruguay, entre 2005 y 2008, y nuevamente entre 2015 y 2020. Fue precandidato presidencial en las elecciones internas del 28 de junio de 2009. En las elecciones de 2019 fue electo Senador de la República, cargo que desempeñaba desde el 15 de febrero de 2020.

## Biografía
Danilo Astori nació el 23 de abril de 1940. Sus cuatro abuelos eran inmigrantes italianos, originarios de Como y Novi Ligure. Cursó sus estudios primarios y secundarios en el Colegio y Liceo Maturana. En 1958 ingresa a la Facultad de Economía de la Universidad de la República. En 1963 se recibe como Contador Público - Economista. Ese mismo año comienza a trabajar junto al entonces ministro de ganadería Wilson Ferreira Aldunate.
En 1965 realizó un curso de Desarrollo y Planificación de la ONU, en Santiago de Chile. Dos años más tarde integró un seminario sobre indicadores estadísticos del desarrollo agropecuario organizado por la FAO y el gobierno de la Unión Soviética en Moscú. 
Fue profesor titular grado 5 de la Facultad de Ciencias Económicas de la Universidad de la República, de la cual fue decano en el año 1973. Simultáneamente, en 1973, habiendo ocupado la cátedra de Contabilidad Nacional y Estructura Económica Nacional asumía como el decano más joven de la Facultad de Ciencias Económicas de la Universidad de la República.
Desde 1983, cuando todavía imperaba el régimen dictatorial, Astori comenzó a emitir por la emisora CX30 de Montevideo una audición radial titulada "Análisis Económicos", que mantuvo después del restablecimiento de la democracia y que constituyó una excepcional cátedra de docencia popular sobre el análisis y la crítica de los grandes temas económicos en relación con las realidades y los proyectos del Uruguay. También incursionó en el periodismo escrito, participando en los semanarios Aquí y Brecha.
Tras la dictadura militar, retomó el cargo en el período 1985-1989.
Obligado como muchos a abandonar las actividades universitarias por su ideología, fundó con otros investigadores el Centro Interdisciplinario de Estudios sobre el Desarrollo-Uruguay, CIEDUR, en 1978. En esa institución privada no gubernamental y sin fines de lucro, prosiguió actividades de investigación en economía, en los campos de innovación tecnológica en la economía ganadera local y en el desarrollo pesquero y forestal.
En 2009 ocupa la cátedra de Economía del Uruguay en la Facultad de Ciencias Económicas de la Universidad de la República.
Falleció el 10 de noviembre de 2023.

## Actuación política
Astori fue fundador y líder de la agrupación política Asamblea Uruguay dentro de la coalición de izquierda Frente Amplio de la cual también es fundador en 1971, partido que gobernó Uruguay entre los años 2005 y 2020. Astori fue una de las principales figuras del Frente Amplio.
En 1989 fue Candidato a la vicepresidencia de la República y primer titular de todas las listas del Frente Amplio al Senado. Fue elegido senador por el período 1990-1995 por el Frente Amplio. Fue en 1994 cuando funda Asamblea Uruguay, nueva fuerza frenteamplista cuya lista al senado encabezó en las elecciones de 1994. Electo senador por Asamblea Uruguay, Frente Amplio, 1995-2000. Electo presidente del Consejo Político de Asamblea Uruguay. Electo senador por Asamblea Uruguay, Frente Amplio, 2000-2005.

### Comienzos
A los 23 años de edad comenzó a trabajar con el líder político del Partido Nacional, Wilson Ferreira Aldunate, estando a cargo de la Oficina de Política y Programación Agropecuaria (OPYPA), mientras Ferreira Aldunate era subsecretario del Ministerio de Ganadería y Agricultura. La fundación de la OPYPA fue parte del establecimiento del proceso de planificación indicativa en Uruguay y entre otros productos, generó el primer Plan Nacional de Desarrollo Agropecuario. 
Luego de un pasaje por diversos cursos en organismos de Naciones Unidas, como CEPAL e ILPES, en 1971 se convirtió en uno de los miembros fundadores del Frente Amplio.

### Retorno a la democracia
En 1983, con el inicio de la reapertura democrática, Astori crea los Grupos de Base Frenteamplistas, que lidera y obtiene para ellos una representación en la Mesa Representativa del Frente Amplio, con sólo un voto. No obstante, discrepancias internas dentro de los Grupos de Base Frenteamplistas, en particular frente a la decisión de aceptar o no la incorporación del Partido por la Victoria del Pueblo a la coalición Frente Amplio, llevan a la renuncia de su liderazgo, acompañada por todos los miembros de la dirección. Las bases de los Núcleos de Base Frentemplistas proseguirán luego su actividad y entrarán en un proceso de unificación en la llamada Izquierda Democrática Independiente, IDI, que tendrá una expresión electoral en 1984 y que posteriormente se manifestará bajo el nombre de Vertiente Artiguista.
Ya apartado de los Núcleos de Base Frenteamplista en momentos cercanos a las elecciones, la dirigencia frentista le ofrece a Astori la candidatura a la Intendencia Municipal de Montevideo en 1984, la que rechaza, argumentando que su carrera política está orientada a las posiciones nacionales.

### Fines delsigloXX, comienzos delsigloXXI
Fue candidato a vicepresidente de la República en las elecciones del año 1989, en las que se postulaba a presidente el general Líber Seregni, encabezando, de común acuerdo, en ese caso todas las listas al senado de los diferentes grupos de la coalición, si bien asumió la banca que correspondía a la lista más votada, esto es, a la correspondiente al Partido Comunista. En dichas elecciones el Frente Amplio obtuvo el 23% de los votos, resultando triunfador Luis Alberto Lacalle por el Partido Nacional. Ese mismo año, resultó elegido como senador de la República, siendo reelecto nuevamente en 1994 y en 1999. En estos dos últimos períodos, sin embargo, su elección como senador fue producto de haber encabezado un grupo propio, que fundó en 1994: Asamblea Uruguay.
Tras el triunfo electoral de la izquierda en 2004, Astori fue nombrado, como se había anunciado en la campaña electoral, ministro de economía por el presidente Tabaré Vázquez. Su viceministro fue Mario Bergara. Abandona el cargo de ministro y retoma su cargo de senador el día 18 de septiembre de 2008.

### Actuación en el Ministerio de Economía y Finanzas

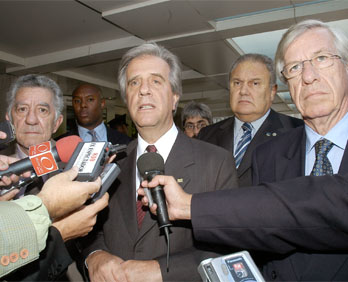
Astori con Reinaldo Gargano, Tabaré Vázquez y Jorge Lepra en 2006.

Su gestión se ha caracterizado por un énfasis en la restricción fiscal, lo que le ha llevado a enfrentamientos con otros sectores del Frente Amplio. 
Algunos puntos que lo separan de la línea económica anterior han sido el aumento en los presupuestos de la salud y la educación estatal y los mayores aumentos a funcionarios públicos.
Su gran proyecto ha sido la reforma impositiva, caracterizada por la inclusión de un impuesto a la renta de las personas físicas y una reorganización y modernización del sistema tributario uruguayo. Tras haberse anunciado que esta reforma comenzaría a implementarse desde el primero de marzo de 2007, se decidió, durante 2006 atrasar su implementación hasta julio de dicho año.
En primera instancia Astori había anunciado su retiro del ministerio para el 15 de septiembre de 2008 con el objetivo de dedicarse plenamente a su precandidatura a la presidencia por el Frente Amplio, pero la misma fue pospuesta para el 18 de ese mes debido a la interpelación referida a la asociación de Pluna con el consorcio Leadgate.
El 18 de septiembre de 2008 abandonó su cargo en el Ministerio de Economía y Finanzas, para dedicarse a su candidatura presidencial del 2009, siendo sucedido por Álvaro García.

### Precandidatura presidencial 2009
El presidente Tabaré Vázquez nunca ocultó su favoritismo por la candidatura del exministro de Economía; además, Astori siempre tuvo una interesante figuración en las encuestas de opinión electoral. Pudo haber sido el candidato único; sin embargo, en diciembre ocurrió otra cosa. El V Congreso Extraordinario "Zelmar Michelini", llevado a cabo los días 13 y 14 de diciembre de 2008, además de resolver el programa de gobierno de cara a un nuevo período, proclamó a José Mujica como el candidato oficial del Frente Amplio para presentarse a las elecciones internas del año 2009, al tiempo que habilitó a Danilo Astori, Daniel Martínez, Marcos Carámbula y Enrique Rubio para participar en esta misma instancia en igualdad de condiciones.
Luego de que el Congreso se expresara se especuló sobre la posibilidad de que Astori diera un paso al costado en su afán por alcanzar la presidencia de la República. Sin embargo, rápidamente Astori confirmó sus pretensiones de continuar en carrera argumentando que "El Frente Amplio no tiene propietario, a no ser el propio pueblo frenteamplista".
El 17 de diciembre realizó su primer acto oficial en el Club del Banco Hipotecario del Uruguay, apoyado por importantes dirigentes de otros sectores del Frente Amplio como Mariano Arana, Héctor Lescano y, la viuda de Líber Seregni, Lilí Lerena, que expresó que Astori "es el más frenteamplista de los frenteamplistas" En el mismo acto, Astori manifestó su deseo de unidad del partido, y haciendo alusión a la resolución del V Congreso Extraordinario expresó que sólo se sentiría derrotado si el Frente Amplio perdiera las próximas elecciones de octubre.
La precandidatura de Astori contó con el apoyo explícito de varios sectores frentistas, como el Nuevo Espacio, el Partido Socialista, Asamblea Uruguay y Alianza Progresista.
El domingo 28 de junio de 2009, Astori obtuvo el 38% de los votos de su partido, frente al 53% su rival José Mujica, y al intendente de Canelones, Marcos Carámbula, quien cosechó el 9%.

### Vicepresidencia

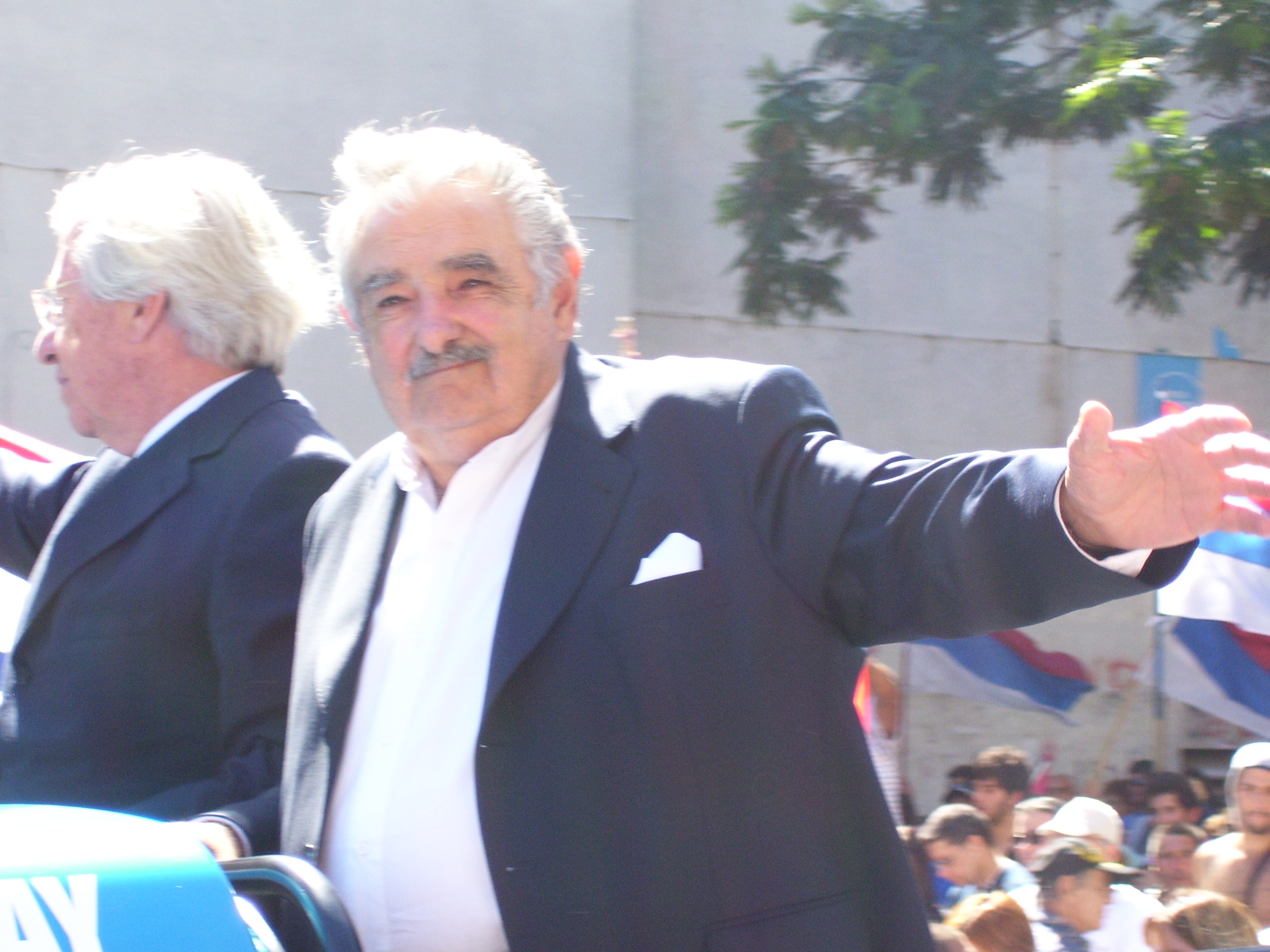
José Mujica y Danilo Astori, el 1 de marzo de 2010 camino a la Plaza Independencia para tomar juramento.

José Mujica le ofreció la candidatura a la vicepresidencia, y luego de varios días de negociación, la misma fue aceptada por Astori. La designación de Danilo Astori como candidato a la vicepresidencia fue ratificada por el plenario del Frente Amplio por unanimidad.
El 25 de octubre de 2009 el Frente Amplio alcanza el 48% de los votos y aunque se posiciona 20 puntos por encima del Partido Nacional; lo obliga ir a una segunda vuelta enfrentando la fórmula nacionalista (Lacalle-Larrañaga). Igualmente el Frente Amplio logra la mayoría parlamentaria en esa elección. 
Danilo Astori también encabezó la lista al Senado del Frente Liber Seregni, que fue la segunda lista más votada al senado dentro del Frente Amplio, logrando 5 senadores, siendo uno de ellos Astori.
El 29 de noviembre de 2009 se celebró el balotaje. La fórmula Mujica Astori logró el 52% frente a un 43% de Lacalle Larrañaga. Astori asumió el 1 de marzo del 2010 como vicepresidente de la República.

### Segundo Gobierno de Vázquez 2015-2020
En diciembre de 2014, tras confirmarse la elección de Tabaré Vázquez para un nuevo período presidencial, se anunció que Astori volvería a estar al frente de la cartera de Economía y Finanzas, secretaría que asumió el 4 de marzo de 2015.

### Elecciones de 2019 y después
En las elecciones parlamentarias de 2019, Astori fue una vez más electo senador, para el periodo 2020-2025.
De cara al balotaje, el candidato presidencial Daniel Martínez lo había presentado como eventual canciller en caso de ganar las elecciones.

## Obras
- Astori, Danilo (1971). Latifundio y crisis agraria en el Uruguay.
- Astori, Danilo (1978). Enfoque crítico de los modelos de contabilidad social. Siglo XXI (México). ISBN 968-23-1680-4.
- Astori, Danilo; José Alonso, Jorge Coll y Carlos Peixoto (1979). La evolución tecnológica de la ganadería uruguaya 1930-1977. Ediciones de la Banda Oriental, Montevideo, Uruguay. ISBN 968-23-1680-4.
- Astori, Danilo (1981). Los industriales y la tecnología: un análisis de las actitudes de los empresarios uruguayos (Temas de economía). CIEDUR, F.C.U., Montevideo, Uruguay.
- Astori, Danilo (1982). Neoliberalismo: Crítica y alternativa (Temas del siglo XX). Ediciones de la Banda Oriental, Montevideo, Uruguay.
- Astori, Danilo (1982). Neoliberalismo y crisis en la agricultura familiar uruguaya (Colección Temas nacionales). Fundación de Cultura Universitaria, Montevideo, Uruguay.
- Astori, Danilo (1982). Cuatro respuestas a la crisis (Temas del siglo XX). Ediciones de la Banda Oriental, Montevideo, Uruguay.
- Astori, Danilo (1984). Controversias sobre el agro latinoamericano. Un análisis crítico. Consejo Latinoamericano de Ciencias Sociales (CLACSO). Buenos Aires, Argentina. ISBN 9509231098.
- Astori, Danilo (1986). Tendencias recientes de la economía uruguaya. Fundación de Cultura Universitaria - Centro Interdisciplinario de Estudios sobre el Desarrollo, Uruguay (CIEDUR). Montevideo, Uruguay.
- Astori, Danilo & Buxedas, Martín (1986). La pesca en el Uruguay: balance y perspectivas. CIEDUR. Montevideo, Uruguay.
- Astori, Danilo (1989). La política económica de la dictadura (El Uruguay de la dictadura 1973-1985). Ediciones de la Banda Oriental, Montevideo, Uruguay.
- Astori, Danilo (1990). La Crisis de la deuda externa: orígenes, situación actual y perspectivas (Temas nacionales). Fundación de Cultura Universitaria, Montevideo, Uruguay.

### Documental
- Astori es una de las figuras entrevistadas en el documental de 2024 dirigido por Federico Lemos Jorge Batlle, entre el cielo y el infierno.[20]